# Eucephalacris picticollis
Eucephalacris picticollis är en insektsart som beskrevs av Marius Descamps 1980. Eucephalacris picticollis ingår i släktet Eucephalacris och familjen gräshoppor. Inga underarter finns listade i Catalogue of Life.